# Зарічна (станція метро, Нижній Новгород)
56°17′09″ пн. ш. 43°55′41″ сх. д. / 56.28583° пн. ш. 43.92806° сх. д.
Зарі́чна (рос. Заре́чная) — станція Автозаводської лінії Нижньогородського метро, розташована між станціями «Ленінська» та «Двигун Революції». Відкрита 20 листопада 1985 року в складі першої черги Автозаводської лінії.

## Виходи
Станція розташована на перехресті пр. Леніна із Зарічним бульваром в житловому районі «Іподромний». Біля станції знаходяться готель «Зарічна», Зарічний ринок і кінотеатр «Росія».

## Технічна характеристика
Конструкція станції — колонна мілкого закладення. Крок колон — 6 м.

## Оздоблення
Тематичний образ станції — холодна гладь річки — віддзеркалене у гамі обробки і закруглених, уступчастих лініях конфігурації колійних стін у плані, в контрастному підборі мармурового облицювання колон і підлоги (тепла гамма — пісок на березі, земля Заріччя).
Колійні стіни оздоблені рельєфними алюмінієвими плитками «біжуча хвиля» світло-блакитного кольору і шестикутної форми. Їх силует і рельєф утворюють спадаючі відблиски при русі пасажирів в одну сторону і висхідні — при русі їх в іншу. Цокольна частина — з сірих мармурових плит «уфалей» з хвилеподібною смугою чорного кольору.
Рифлені колони круглої форми оздоблені вертикальними смугами з білого і рожевого мармуру. Підлога викладена світло-коричневим гранітом і білим мармуром. Оздоблення підлоги і колон підібрана в однакових за кольором матеріалах, щоб при їхньому перспективному накладенні один на одного зал був візуально полегшений.
Торцеві стіни перонного залу, сходів на платформу, вуличних сходів і підземних переходів оздоблеані білим мармуром «коелга». Стіни вестибюлів — у білому мармурі з плінтусом з темно-сірого граніту, а також в блакитний глазурованої плитці.
У торцях вестибюлів — монументальні панно в техніці художньої кераміки на теми «Казковий град Кітеж» і «Юність». Панно підсвічуються люмінесцентними світильниками.